# ألان تورنبول
ألان تورنبول (بالإنجليزية: Alan Turnbull)‏ هو عازف جاز أسترالي، ولد في 23 نوفمبر 1943، وتوفي في 28 أغسطس 2014.